# Manoel Conegundes da Silva
Manoel Conegundes da Silva (Bananeiras, 5 de dezembro de 1930) é um político brasileiro do estado de Minas Gerais. Foi deputado estadual de Minas Gerais durante a 10ª legislatura (1983 - 1987), pelo PMDB.